# Пате, Анри Ипполит
Анри Ипполит Пате (фр. Henri Hippolyte Patey; 11 февраля 1867, Атрикур, департамент Верхняя Сона — 5 января 1957) — французский военный и колониальный чиновник.
Окончил Политехническую школу (1886). Служил в морской артиллерии, второй лейтенант (1888). В 1891—1894 гг. во Французском Судане, затем участвовал во Второй франко-малагасийской войне под командованием генералов Жоффра и Галлиени. С 1904 г. заместитель начальника генерального штаба колониальных войск. С 1907 г. начальник администрации генерал-губернатора Французской Западной Африки Эрнеста Рума. В 1910—1912 гг. комиссионер (губернатор) Мавритании, на этом посту занимался подавлением остатков сопротивления местных племён французской колонизации, в 1911 г. в Тишите взял в плен бывшего эмира Адрара.
По завершении своих обязанностей в Мавритании вышел в отставку в чине полковника, но с началом Первой мировой войны вернулся в строй, заняв должность начальника штаба 32-го армейского корпуса (при командующем генерале А. Бертло). В 1916 году произведён в генералы и назначен командиром 60-й пехотной дивизии. Участник Битвы под Верденом. В 1919 году участвовал в работе так называемой Миссии Бертло в Румынии. В том же году вышел в отставку в чине дивизионного генерала.
Кавалер (1895), офицер (1911), командор (1917), великий офицер (1920) Ордена Почётного легиона.